# 無リスク金利
無リスク金利（むリスクきんり、英: risk-free interest rate）やリスクフリーレート（RFR）や無リスク利子率や安全利子率とは、無リスク資産（理論上、リスクがない物）から生じる利回り（金利）のことである。現実的には無リスク資産というのは存在しないが、無リスク資産としては先進国の短期国債（日本は国庫短期証券）などが代用される。
無リスク金利は指標金利・基準金利として、また割引率の算出にも利用される。
日本では2016年よりマイナス金利政策が始まり、日本円の無リスク金利はマイナス金利となっている。

## 無リスク金利として扱われるものの例
- 先進国の短期国債利回り
- コール市場の無担保コール翌日物金利、翌日物金利スワップ（OIS）レート、LIBORなど、銀行間取引の金利

### 日本銀行の方針
日本銀行のリスク・フリー・レートに関する勉強会では、2015年4月より無リスクに近い金利指標の構築に向けて検討を行っている。
2016年12月、リスク・フリー・レートに関する勉強会（市場参加者により構成）は、実取引に基づいて算出される無担保コール O/N 物レートを、日本円のリスク・フリー・レートに特定した。
翌日物金利スワップ（OIS）レートは、デリバティブ取引である翌日物金利スワップ（overnight indexed swap; OIS）の取引実績（固定側に設定された金利）をもとに算出される。日本円OISの参照金利は無担保コール O/N 物レートである（具体的には日本銀行が公表する無担保コール O/N 物レート（確報値））が、OISレートは無担保コール O/N 物レートなどの超短期間の金利はと異なり、期間構造を持つという違いがある（これは、OISの取引にあたり無担保コール O/N 物レートの長期見通しが反映されているため、開始時点が同じでも計算期間によって異なる金利となりうる）。
デリバティブ取引で用いられる例として、日本円金利スワップのクリアリング業務のシェア首位である日本証券クリアリング機構は、金利スワップ評価（特に、将来のクーポンを現在価値に割り引く部分）においてOISレートを用いている。
日本銀行の日本円金利指標に関する検討委員会では、1ヶ月物や3ヶ月物や6ヶ月物などのターム物のLIBORの後継として、QUICKが算出・公表する東京ターム物リスク・フリー・レート（TORF）が最も支持を集めた。2021年から確定値を公表する。